# Peugeot 505
Peugeot 505 (укр. Пежо 505) — автомобіль французької компанії Peugeot, що прийшов на заміну Peugeot 504 в травні 1979 року. Перед Peugeot 505 стояло важке завдання, оскільки 504 є однією з найуспішніших моделей Peugeot. Дизайн автомобіля розробляли спільно Pininfarina і департамент Peugeot Design. Автомобіль продовжив розвиток дизайну 504-го. Після припинення виробництва в Європі, виробництво моделі для внутрішнього китайського ринку до 1997 року здійснювала китайська компанія Guangzhou Peugeot Automobile Company під назвою Guangzhou-Peugeot GP 7202.
Всього за період з 1979 по 1992 рік було виготовлено 1 350 798 автомобілів Peugeot 505.

## Двигуни

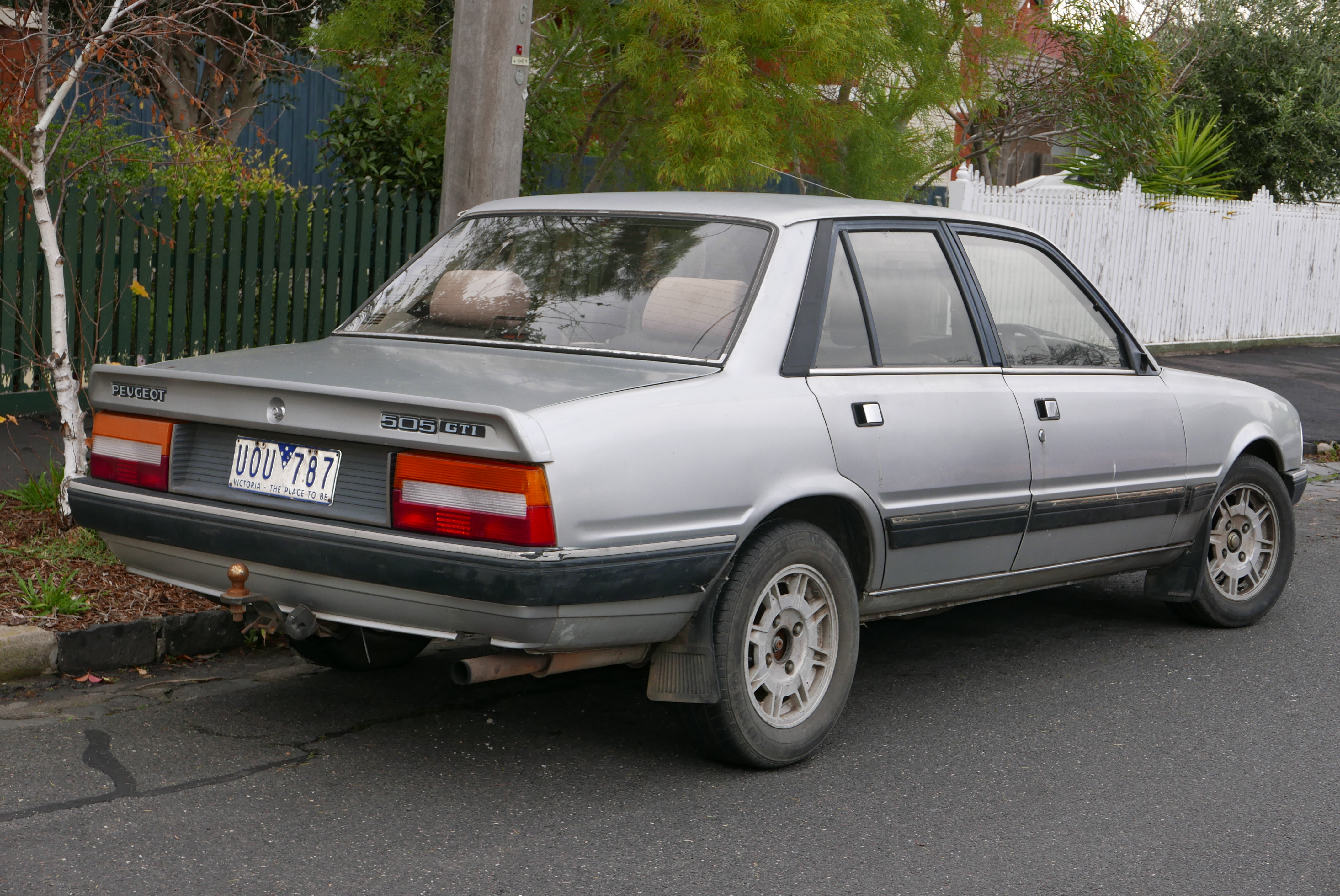

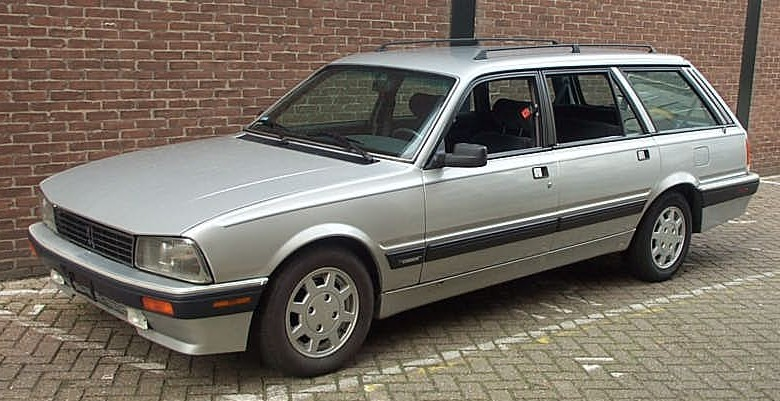
Peugeot 505 Familial

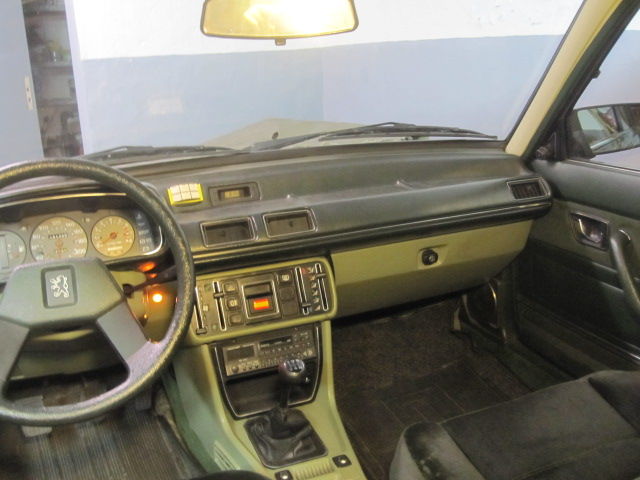

Бензинові: 
- 1796 cc XM7A I4
- 1971 cc XN1/XN6 I4
- 1995 cc ZEJ "Douvrin" I4
- 2155 cc N9T "Simca 180" turbo I4
- 2165 cc ZDJ "Douvrin" I4
- 2849 cc ZN3J "PRV" V6

Дизельні: 
- 2304 cc XD2 I4 (NA/turbo)
- 2498 cc XD3 I4 (NA/turbo)